# Willersdorf (Gemeinde Ober-Grafendorf)
Willersdorf (auch Willersdorf bei Wantendorf) ist eine Ortschaft und als Willersdorf bei Wantendorf eine Katastralgemeinde in der Marktgemeinde Ober-Grafendorf im Bezirk St. Pölten-Land in Niederösterreich. Die Ortschaft hat 46 Einwohner (Stand 1. Jänner 2024).

## Geografie
Das Dorf liegt südlich von Ober-Grafendorf an der Landesstraße L5006 in der Katastralgemeinde Willersdorf bei Wantendorf.

## Geschichte
Laut Adressbuch von Österreich war im Jahr 1938 in Willersdorf ein Landwirt mit Direktvertrieb ansässig.

## Sehenswürdigkeiten
Die Dorfkapelle ist ein 1913 errichteter und nach Osten ausgerichteter Kapellenbildstock mit einer Rundbogennische mit Holztüre und beinhaltet ein Holzkreuz mit Korpus Christi. Sie wurde 1997 einer kompletten Renovierung unterzogen.